# Niccolò et Matteo Polo

Armoiries de la famille Polo : de gueules, à la bande d'or, chargée de trois corneilles de sable becquetées et onglées du champ.

Niccolò Polo (v. 1230 - v. 1294) et Matteo Polo (ou Maffeo, v. 1230 - v. 1309) sont des marchands itinérants vénitiens, plus connus comme étant respectivement le père et l'oncle de l'explorateur Marco Polo. 
Les deux frères se sont lancés dans les affaires avant la naissance de Marco, établissant des comptoirs à Constantinople, Soudak en Crimée, ainsi que dans une partie occidentale de l'Empire mongol en Asie. Ils atteignent tous les deux la Chine médiévale avant de retourner temporairement en Europe pour livrer un message au pape Clément IV (finalement livré à son successeur, le pape Grégoire X). Prenant le fils de Niccolò, Marco, avec eux, les Polo font ensuite un autre voyage vers l'Orient, comme délivré dans le livre de Marco, Le Livre des merveilles.

## Premier voyage

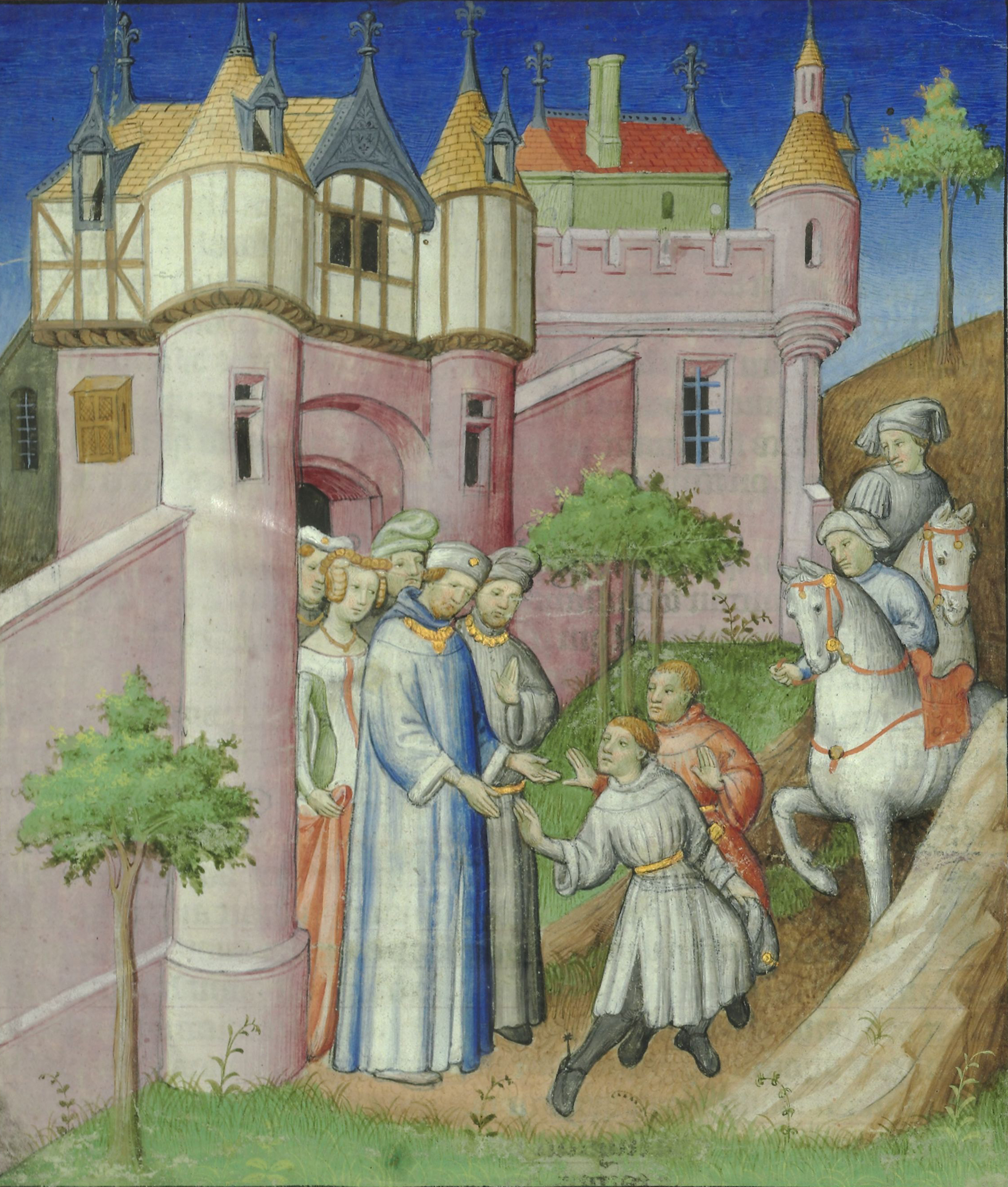
Niccolò et Matteo Polo quittant Constantinople pour l'orient, en 1259.

Niccolò et Matteo quittent Venise pour Constantinople, où ils résident pendant plusieurs années. Les deux frères vivent dans le quartier vénitien de Constantinople, où ils jouissent de l'immunité diplomatique, d'opportunités politiques et d'allègement fiscal du fait du rôle de leur pays dans l'établissement de l'Empire latin durant la quatrième croisade de 1204. Cependant, la famille juge la situation politique de la ville précaire, ils décident de transférer leur entreprise au nord-est de Soldaïa, une ville en Crimée, et quittent Constantinople en 1259 ou 1260. Leur décision s'avère sage. Constantinople est repris en 1261 par Michel Paléologue, souverain de l'empire de Nicée, qui rapidement brûle et rase le quartier vénitien et rétablit l'Empire byzantin. Les citoyens vénitiens capturés subissent le châtiment de l'aveuglement, alors que beaucoup de ceux qui réussissent à fuir périssent à bord des navires de réfugiés surchargés fuyant vers d'autres colonies vénitiennes de la mer Égée.

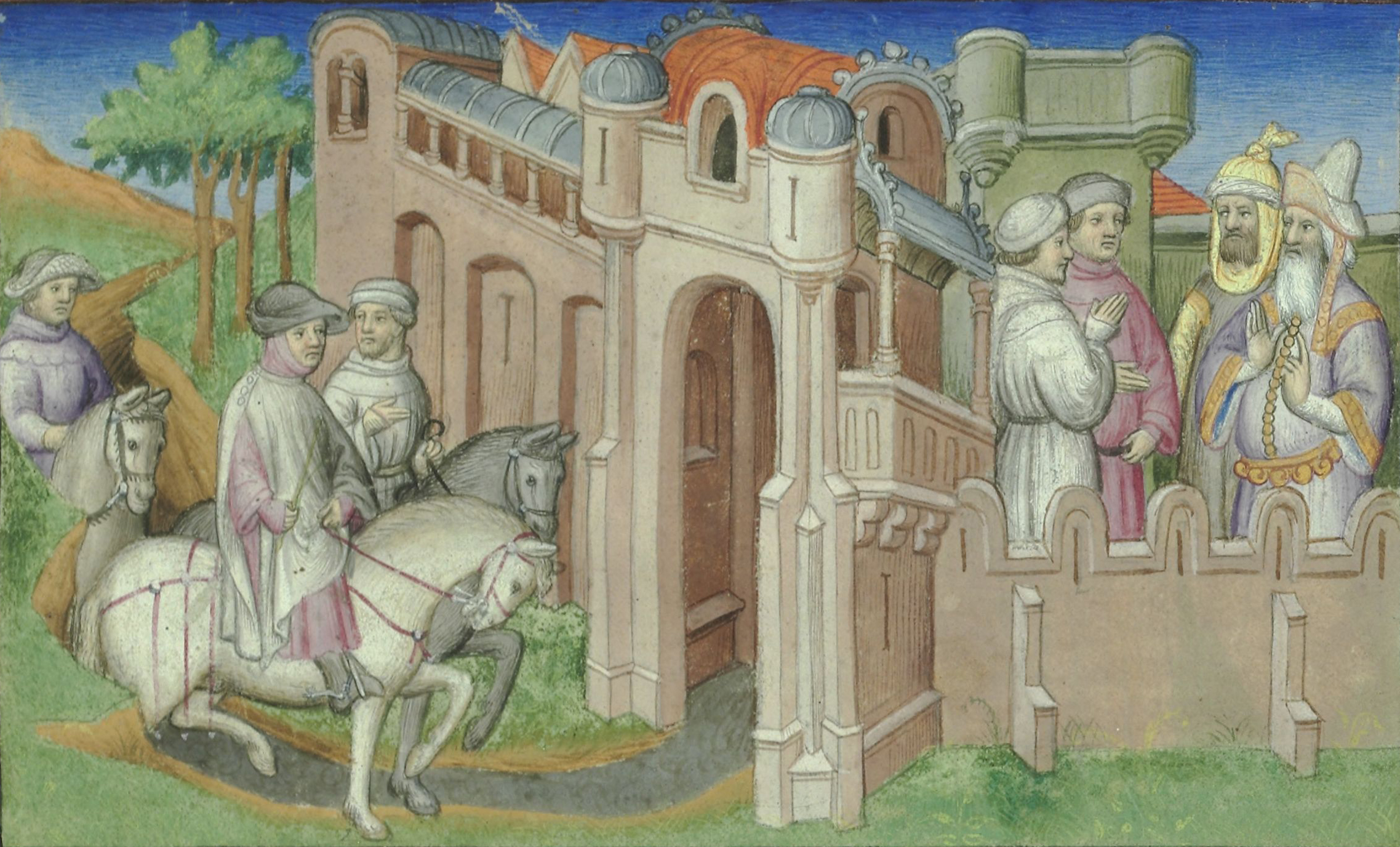
Niccolò et Matteo à Boukhara, où ils demeurent pendant trois ans. Ils sont invités par un envoyé de Houlagou (à droite) de voyager vers l'est pour rendre visite à Kubilai Khan.

Le nouveau foyer des Polo au bord de la mer Noire, Soldaïa, est fréquenté par les commerçants vénitiens depuis le XIIe siècle. Lorsque les Polo l'atteignent, il faisait partie de l'État mongol nouvellement formé connu sous le nom de la Horde d'or. À la recherche de meilleurs profits, les Polo continuent leur voyage vers Saraï, où se trouve la cour de Berké Khan, le chef de la Horde d'or. À cette époque, la ville de Saraï n'est qu'un énorme campement et les Polo y restent pendant environ un an. Finalement, ils décident d'éviter la Crimée, à cause de la guerre civile entre Berké et son cousin Houlagou ou soit à cause de la mauvaise relation entre Berké Khan et l'Empire byzantin. Au lieu de cela, ils se déplacent plus à l'est vers Boukhara, (aujourd'hui en Ouzbékistan), où la famille vit et commerce pendant trois ans.

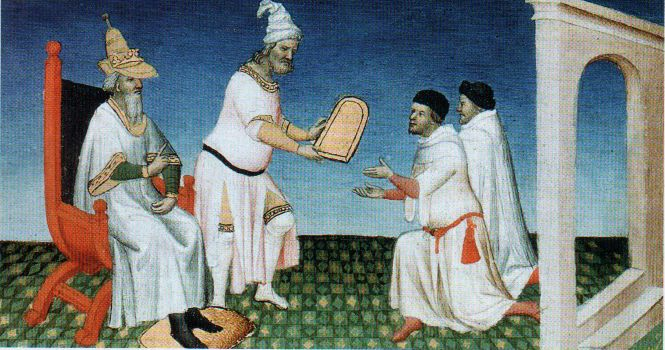
Les frères Polo recevant la « table d'or ». Livre des merveilles, BNF Fr2810, vers 1410-1412.

En 1264, Niccolò et Matteo rejoignent un émissaire envoyé par le souverain de l'Ilkhanat, Houlagou, à son frère Kubilai Khan, les deux petits-fils de Gengis Khan. En 1266, ils atteignent le siège de Kubilai Khan, le chef de la dynastie mongole des Yuan, à Dadu, aujourd'hui Pékin, en Chine. Dans Le Livre des merveilles, Marco explique comment Kubilai Khan reçoit officiellement les Polo et les renvoie accompagné d'un mongol nommé Koeketei désigné comme ambassadeur à la cour du pape. Ils apportent avec eux une lettre du khan demandant cent personnes instruites de venir enseigner le christianisme et les coutumes occidentales à son peuple et ainsi que de l'huile de la lampe du Saint-Sépulcre, étant intrigué par le christianisme (sa mère, la princesse Sorgaqtani, était nestorienne). La lettre contient également une païza, une tablette en or de 30,47 cm de long et de 7,6 cm de large, réservé aux personnes importantes permettant à son détenteur d'acquérir et d'obtenir des logements, des chevaux et de la nourriture à travers tout le territoire de Kubilai Khan punissant de mort quiconque s'y opposerait. Koeketei les quitte au milieu du voyage, laissant les Polo voyager seul à Ayas dans le royaume arménien de Cilicie. De cette ville portuaire, ils embarquent pour Saint-Jean-d'Acre, capitale du royaume de Jérusalem.
La longue sede vacante entre la mort du pape Clément IV, en 1268, et l'élection du nouveau pape en 1271 retarde les Polo dans leur entreprise de satisfaire la demande de Kubilai. Comme suggéré par Théobald Visconti, alors légat pontifical pour le sultanat mamelouk d'Égypte, à Acre pour la neuvième croisade, les deux frères reviennent à Venise en 1269 ou 1270, en attendant la nomination du nouveau pape. Niccolò rencontre alors une fois de plus son fils Marco, qui a maintenant quinze ou seize ans, et vit avec sa tante et un autre oncle à Venise depuis la mort de sa mère durant son jeune âge.

## Second voyage

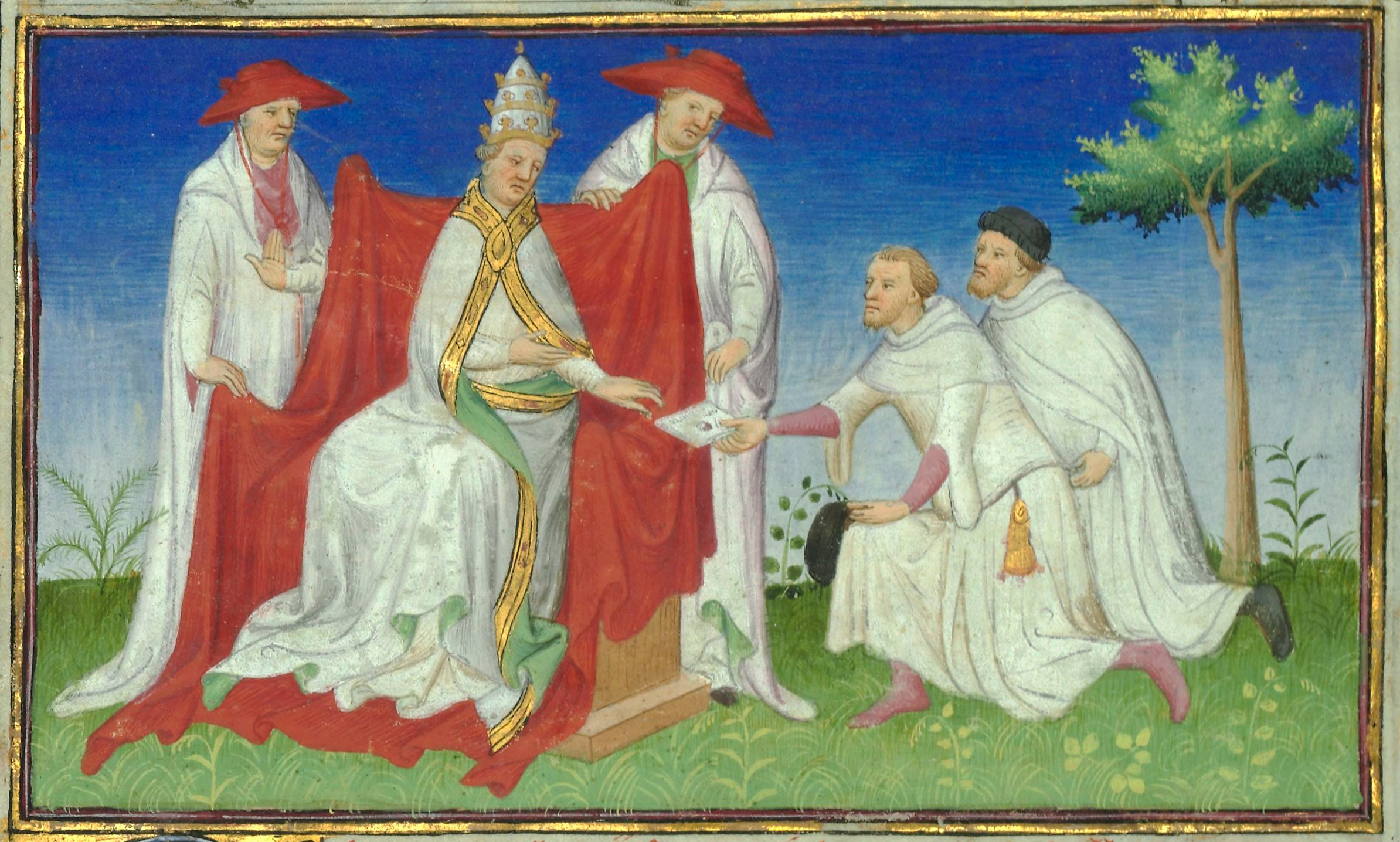
Niccolò et Matteo Polo remettant la lettre de Kubilai Khan au pape Grégoire X en 1271.

Dès son élection en 1271, le pape Grégoire X (anciennement Théobald Visconti) reçoit la lettre de Kubilai Khan, remis par Niccolò et Matteo. Kubilai Khan demande l'envoi d'une centaine de missionnaires, et de l'huile de la lampe de Jérusalem. Les deux Polo (cette fois accompagné par Marco Polo âgé de 17 ans) retournent en Mongolie, accompagnés de deux moines dominicains, Niccolò de Vicence et Guillaume de Tripoli. Les deux moines ne finissent finalement pas le voyage par peur, mais les Polo atteignent Cambaluc et remettent les cadeaux du pape à Kubilai en 1274. Il est généralement dit que les Polo utilisaient le Nord de la route de la soie, bien que la possibilité d'un itinéraire au sud est avancé. Les Polo passe les dix-sept prochaines années en Chine. Kubilai Khan appréciait Marco, qui était un conteur engageant. Il est envoyé à de nombreuses missions diplomatiques à travers son empire. Marco effectuait des missions diplomatiques mais aussi divertissait le khan avec des histoires et des observations intéressantes sur les terres qu'il a voyagé. Selon le récit de voyage de Marco, les Polo demandèrent plusieurs fois la permission de retourner en Europe, mais le Grand Khan appréciait tellement les visiteurs qu'il n'aurait pas accepté leur départ.
Seulement en 1291, à la fin de son règne, Kubilai confie à Marco sa dernière mission, escorter la princesse mongole Kokachin (Cocacin dans Il Milione) à son fiancé, l'ilkhan Arghoun. Le groupe voyage par la mer, au départ du sud de la ville portuaire de Quanzhou et fait voile vers Sumatra, puis en Perse, via le Sri Lanka et l'Inde (où ses visites incluent Mylapore, Madurai et Alleppey, qu'il surnomme Venise de l'Orient). En 1293 ou 1294 les Polo atteignent l'ilkhanat, gouverné par Ghaykhatou après la mort de Arghoun, ils laissent donc Kokachin avec le nouvel ilkhan. Puis ils progressent vers Trébizonde et de cette ville naviguent vers Venise.

## Culture populaire
- Niccolò et Matteo Polo sont en vedette dans la série Assassin's Creed, devenues des figures clés dans l'histoire de l'ordre des assassins, apparaissant dans le jeu vidéo Assassin's Creed: Revelations.
- Les deux frères apparaissent aussi dans des séries télévisées mettant en scène le parcours de leur fils et neveu Marco Polo, d'abord dans la mini-série de 1982, puis dans la série américaine de 2014.